# Nerax labidophorus
Nerax labidophorus là một loài ruồi trong họ Asilidae. Nerax labidophorus được Wiedemann miêu tả năm 1828.